# Magyar férfi kézilabdakupa
Magyar férfi kézilabdakupa ist der ungarische Handballpokal der Männer. Der Wettbewerb wird seit 1951 ausgetragen und vom ungarischen Handballverband (Magyar Kézilabda Szövetség) organisiert.

## Geschichte
In den Jahren 1954, 1955 und 1957 wurde der Pokal auf dem Großfeld ausgetragen. Im Jahr 1983 gab es zwei Wettbewerbe im März und im Dezember. 1967 und 1968 wurden die Finalspiele im folgenden Jahr ausgetragen. Seit der Saison 1997/98 wird das Finale nur noch in einem Spiel statt in Hin- und Rückspiel ausgetragen.

## Aktueller Modus
Gespielt wird im K.-o.-System. In einigen Jahren gab es eine Qualifikationsrunde. Insgesamt nehmen ohne diese Qualifikation 44 Mannschaften teil.
In der 1. Runde spielen 10 Drittligisten, 10 Zweitligisten aus der Weststaffel und 8 Zweitligisten aus der Oststaffel um den Einzug in die nächste Runde. In der 2. Runde spielen diese 14 Teams und die beiden Vorjahresabsteiger der ersten ungarischen Liga um die nächste Runde. In der 3. Runde kommen zu den acht Siegern acht weitere Erstligisten hinzu. In der 4. Runde steigen zu diesen acht Gewinnern vier weitere Erstligisten ein. In der 5. Runde kommen die beiden Finalisten der ersten Liga zu diesen sechs Gewinnermannschaften hinzu. Unter diesen acht Mannschaften werden die Teilnehmer für das Final Four ausgespielt, das jedes Jahr an einem anderen Ort stattfindet. Der 3. Platz wird ebenfalls ausgespielt.
Der Sieger des Final Four ist ungarischer Pokalsieger und nimmt in der folgenden Saison an der EHF European League teil, sofern er nicht als ungarischer Meister oder per Wildcard der Europäischen Handballföderation für die EHF Champions League qualifiziert ist. Dann ginge das Startrecht für die European League an den Pokalfinalisten über.

## Bisherige Pokalsieger
| Rang | Verein                 | Titel | Jahre |
| ---- | ---------------------- | ----- | --- |
| 1.   | KC Veszprém            | 31    | 1984, 1988, 1989, 1990, 1991, 1992, 1994, 1995, 1996, 1998, 1999, 2000, 2002, 2003, 2004, 2005, 2007, 2009, 2010, 2011, 2012, 2013, 2014, 2015, 2016, 2017, 2018, 2021, 2022, 2023, 2024 |
| 2.   | SC Szeged              | 8     | 1977, 1982, 1983, 1993, 2006, 2008, 2019, 2025 |
| 3.   | Honvéd SE Budapest     | 7     | 1952, 1964, 1967, 1968, 1971, 1972, 1983 |
| 4.   | Győri ETO KC           | 4     | 1973, 1985, 1986, 1987 |
| 4.   | Elektromos SE Budapest | 4     | 1976, 1980, 1981, 1997 |
| 6.   | Spartacus SE Budapest  | 3     | 1965, 1966, 1970 |
| 7.   | Újpesti TE             | 2     | 1951, 1956 |
| 7.   | Tatabánya KC           | 2     | 1969, 1978 |
| 9.   | Vörös Meteor Budapest  | 1     | 1953 |
| 9.   | Ferencváros Budapest   | 1     | 1963 |
| 9.   | Vasas Budapest         | 1     | 1974 |
| 9.   | Debreceni Dózsa        | 1     | 1979 |
| 9.   | Dunaferr SE            | 1     | 2001 |